# 克羅皮夫尼克 (卡盧什區)
49°1′59″N 24°15′47″E / 49.03306°N 24.26306°E
克羅皮夫尼克（烏克蘭語：Кропивник），是烏克蘭的村落，位於該國西部伊萬諾-弗蘭科夫斯克州，由卡盧什區負責管轄，處於克羅皮夫尼克河畔，始建於1399年，面積24.1平方公里，2001年人口2,239。